# Enrique Jacobsen
Enrique Jacobsen (1816 - 15 de abril de 1861), considerado como el primer eslabón en la cadena de hechos sucedidos para la secularización de la República Oriental del Uruguay. Las autoridades eclesiásticas de la época negaron a Jacobsen los sacramentos en su lecho de muerte, y luego de su defunción también le fue negado el entierro en los cementerios que en aquel entonces se encontraban bajo administración de la Iglesia Católica. Esto desencadenó una serie de hechos, que luego de un largo proceso redundaron en la separación entre Estado e Iglesia.

## Reseña biográfica
En cuanto al lugar de nacimiento hay diferentes versiones, siendo la más generalizada que su origen era alemán, aunque existen documentos que lo presentan como nacido en Dinamarca, en particular el acta de su casamiento católico y el registro en el Libro de Sepulturas del Cementerio Central de Montevideo.  
El Enrique Jacobsen era un inmigrante protestante, que renunció a su religión para convertirse a la católica. Había sido bautizado en la Capilla de la Caridad, en Montevideo, teniendo por padrino a don Policarpo Ahumada, ex notario eclesiástico.  Posteriormente, ya en la ciudad de San José, había recibido el sacramento del matrimonio, el 12 de marzo de 1859, al casarse con la vecina de esta ciudad Leonor del Pino. Esta unión fue bendecida por el padre Francisco Castelló. En el Archivo Parroquial de San José Jacobsen figura como natural de Dinamarca.
Además de católico era Masón, integrante de la Logia Dupla Alianza, habiendo alcanzado el grado de Maestro. Poco tiempo después, a principios de 1861, padecería una enfermedad terminal que le impedía ejercer su profesión de médico. Cuando percibió que estaba en los últimos momentos de su vida, solicitó los auxilios de la religión y la presencia del cura párroco. Este le exigió que renunciara y que abjurara de su condición de masón para prestarle sus servicios. La respuesta de Jacobsen fue un tajante "NO". Falleció el 15 de abril de 1861 sin la extremaunción. Luego del velatorio, encaminaron el cortejo fúnebre hacia el cementerio local a fin de proceder a tu entierro. Pero, nuevamente, allí aparece la figura del cura párroco, quien en forma autoritaria e inflexible comunica al cortejo que no autorizaba su entierro por “no haber muerto en la gracia de Dios”. Ante el desconcierto de familiares y amigos, su cuerpo fue llevado a Montevideo donde el Vicario Apostólico mantuvo la misma postura que el cura de San José de Mayo, impidiendo tu sepultura. Es entonces que la autoridad civil, el Gobierno, decreta el permiso para que fuera sepultado. Siendo este el primer paso para la separación de iglesia y Estado, y el Uruguay Laico.

## Monumento
El 29 de octubre de 2022 fue inaugurado el primer monumento que recuerda la figura de Jacobsen, así como su importancia en el proceso de secularización del Uruguay. La obra se encuentra en la Parquización del arroyo Mallada, a metros de la esquina de calles Institución Atlética Río Negro y Ramón Massini, en San José de Mayo. En la ceremonia de inauguración, María Fernanda Soria Jacobsen, tataranieta de Enrique Jacobsen, dijo que en su familia "no se hablaba mucho del tema", pero igualmente llegó a conocer la historia. "Me conmovió mucho. Lo que más rescato es que fue un hito en la historia de la secularización del Estado uruguayo, marcó un antes y un después. Ahí comenzó un largo proceso de la separación de la Iglesia del Estado", manifestó 1. La construcción del monumento se consiguió gracias al esfuerzo de la Logia N°166, que lleva el nombre del médico danés, y contó con el apoyo de la Gran Masonería del Uruguay, así como del Gobierno Departamental de San José.

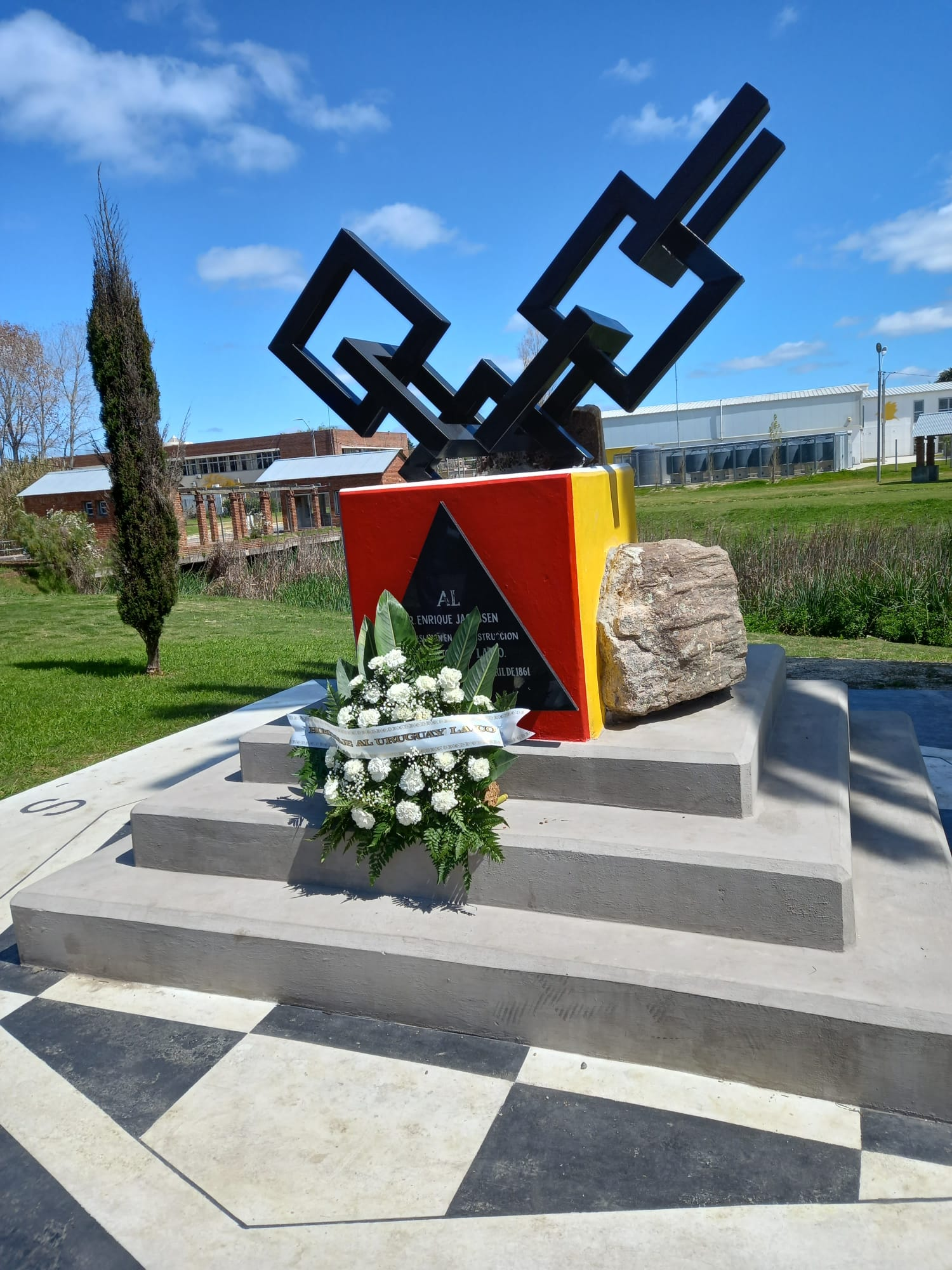
El diseño del monumento fue obra del artista maragato Juan Carlos Barreto.